# Comunitat virtual
Les comunitats virtuals, cibergrups o xarxes socials sostingudes per ordinador són grups de persones amb les quals es comparteix algun interès en comú, és una activitat habitual de gran part dels éssers humans, des de sempre, en l'espai físic. En el marc d'Internet també resulta habitual la formació de cibergrups o comunitats virtuals. És gestionada per un responsable de comunitat o Community manager.
Internet desborda la funció purament utilitària de proveir informació per a convertir-se en un instrument que apropa a les persones, permet la seva comunicació i l'establiment de lligams durables entre elles. El plaer està a la comunicació més que a la informació que pugui obtenir-se. El correu electrònic obre el camí, la web queda en un segon pla. Aquesta característica, la facilitat que el medi brinda, es conjuga amb una actitud, manifesta en algunes persones i implícita en altres, orientada a experimentar encontres i comunicacions amb altres éssers humans. I això resulta ser el tret distintiu d'Internet: brindar als usuaris un món sense fronteres, on poden establir-se múltiples relacions amb altres persones, fins i tot arribar a conformar-se autèntiques comunitats, en aquest cas, virtuals.
Quant al terme "comunitat virtual" s'hauria de fer un aclariment: la "virtualitat" està a l'espai, ja que els cibergrups no ocupen (com tals) un lloc a l'espai físic. A la seva conformació no s'utilitza la categoria de "distància". L'espai es construeix a la consciència dels seus individus i les distàncies físiques entre els seus membres són irrellevants per a la seva formació. Al ciberespai, la globalització no constitueix un concepte sinó una experiència. Així doncs, la "virtualitat" està en aquesta creació mental de l'espai, no en les seves relacions. Aquestes no estan generades per ordinador, sinó mediatitzades, i són tan "reals" (o més) que les viscudes en el món físic. A més, les estructures relacionals es mantenen al ciberespai encara que aquest muti.
Una comunitat virtual segons Finquelievich (2000) es podria definir com una "Xarxa Social Sostinguda Per Computador". Una altra definició de comunitat virtual és la de Howard Rheingold (1996). Per a ell, serien "agregats socials que sorgeixen de la xarxa quan una quantitat suficient de gent porta a terme aquestes discussions públiques durant un temps suficient, amb suficients sentiments humans per a formar xarxes de relacions personals a l'espai cibernètic".
Per una altra banda, segons proposen Lameiro i Sánchez (1984), la formació i característiques específiques d'aquests grups són:
- es formen en principi per la curiositat dels seus individus vers el nou concepte de "ciberespai";
- els individus es condueixen a les relacions amb iguals per temes d'afinitat;
- es mantenen pels vincles afectius;
- la inestabilitat i la tendència a la dissolució és constant.

A més, es podria proposar alguna característica més com:
- La participació activa de l'individu és indispensable (l'usuari que no es comunica, conegut com a lurker, simplement "no existeix", no forma part d'aquesta comunitat virtual. El fet de no escriure un missatge, de no expressar-se provoca que l'usuari "no estigui allà".)

- L'emergència de certes normes consensuades de conducta i identitat que marquen les pautes en les relacions socials mantingudes a través de la Comunicació Mediatitzada per Computador.

## Tipus
Existeixen diferents tipus de comunitats virtuals, segons les seves característiques:
- Món virtual
- Xarxa social
- Blog
- Xat
- Fòrum